# Oskar Büchner (Statistiker)
Gustav Adolf Oskar Büchner (* 12. März 1879 in Dresden; † 9. Juni 1943 in Berlin) war ein deutscher Statistiker, der als Direktor das Statistische Amt der Stadt Berlin leitete.

## Leben
Er war der Sohn des Rentiers Hans Büchner und dessen Ehefrau Johanna Meier-Martzilger. Nach dem Besuch des Realgymnasiums in Kassel studierte Oskar Büchner an den Universitäten in München, Straßburg und Berlin. Im Jahre 1903 promovierte er an der Philosophischen Fakultät der Königlichen Friedrich-Wilhelms-Universität zu Berlin zum Dr. phil.
1906 wurde Oskar Büchner wissenschaftlicher Assistent am Statistischen Amt der Stadt Berlin. Drei Jahre später wurde er zum Direktor des Statistischen Amtes von Rixdorf, der späteren Stadt Neukölln berufen. Am Ersten Weltkrieg nahm er als Kriegsfreiwilliger zunächst im Garde-Fußartillerie-Regiment teil und führte ab Juni 1915 eine schwere Batterie im Osten an. Er wurde mit dem Eisernen Kreuz II. und I. Klasse ausgezeichnet.
Nach der Bildung von Groß-Berlin wurde Büchner im Jahre 1921 zum Obermagistratsrat befördert und in die Zentralverwaltung Berlins übernommen. Im Jahre 1923 erfolgte seine Berufung zum Direktor des Statistischen Amtes der Stadt Berlin. Diese Funktion übte er auch nach der Machtergreifung der Nationalsozialisten 1933 weiter aus. Unter seinem Direktorat wurde das 75-jährige Bestehen des Statistischen Amtes in Berlin im Jahre 1937 feierlich begangen.
Außerdem war Oskar Büchner Mitglied des Statistischen Ausschusses der Arbeitsgemeinschaft und des Zentralamtes für gemeindliche Statistik des deutschen Gemeindetages. Daneben war Oskar Büchner im Vorstand der Deutschen Statistischen Gesellschaft und Ehrenmitglied der Ungarischen Statistischen Gesellschaft und der Mexikanischen Gesellschaft für Geographie und Statistik.
Nach seinem plötzlichen Tod im Alter von 64 Jahren wurde Oskar Kürten sein Amtsnachfolger als Direktor des Statistischen Amtes.

## Schriften (Auswahl)
- Die Statistik im neuen Berlin. In: Probleme der neuen Stadt Berlin. Berlin-Friedenau 1926, S. 517–523.
- Zum 75 jährigen Bestehen des Statistischen Amtes der Reichshauptstadt Berlin. In: Berliner Wirtschaftsberichte 14 (1937), S. 9–15.

## Familie
Er heiratete im Jahre 1919 Hedwig, die Tochter des Fabrikbesitzers und Stadtverordnetenvorstehers Sander aus Neukölln.